# Bernhard Jansa
Bernhard Jansa (* 17. Mai 1901 in Leipzig; † 3. März 1967 in Schönebeck (Elbe)) war ein deutscher evangelischer Pfarrer und Seelsorger. Er war der Hausvater des Julius-Schniewind-Hauses, eines Seelsorgeheims der Evangelischen Kirche der Kirchenprovinz Sachsen in Schönebeck (Elbe).

## Leben
Jansa stammte aus einer Familie, die seit Generationen der Herrnhuter Brüdergemeine angehörte und wuchs in relativ bescheidenen Verhältnissen auf. Mit 16 Jahren wurde er zum aktiven Christen. Sein Christsein trieb ihn zum sozialen Handeln und er lebte längere Zeit mit ehemaligen Strafgefangenen in Gütergemeinschaft.
Da es seinen Eltern finanziell nicht möglich war, ihm ein Studium zu ermöglichen, wurde er Buchwart in der Evangelisch-Lutherischen Kirche Thüringen. Dort erkannte man seine Gabe zur Wortverkündigung und Menschenführung, woraufhin sein lang ersehnter Wunsch Pfarrer zu werden in Erfüllung ging. Pfarrer Johann Christoph Blumhardt prägte ihn stark in Bezug auf das unbedingte Vertrauen auf Gott und die Wirkung des Heiligen Geistes.
Kirchenpolitisch stand Jansa auf Seiten der Thüringer Deutschen Christen. Er war Mitglied im Institut zur Erforschung und Beseitigung des jüdischen Einflusses auf das deutsche kirchliche Leben und arbeitete dort im Arbeitskreis Probleme der Religionspädagogik mit.
In Bischofroda erlebte Jansa als Dorfpfarrer die Nöte der Kriegszeit. Ab 1941 vertrat er Hugo Rönck als Landesjugendpfarrer. 1946 wurde er auf Grundlage des kirchlichen Reinigungsgesetzes aus dem Dienst der Thüringer evangelischen Kirche entlassen. Im Dezember 1947 wurde er zunächst kommissarisch als Pfarrer in Sonneberg (Thüringen) wieder eingestellt. Dort gab er auch der durch die Wirren der Zeit wurzellos gewordenen Anna-Stift Schwesternschaft ein neues Betätigungsfeld, später auch im Schniewindhaus in Schönebeck (Elbe) wo es die Schniewind-Haus-Schwestern auch heute noch gibt. Im Auftrag der Provinzial Sächsischen Kirche übernahm er 1957 die Leitung des „Julius-Schniewind-Haus“ in Schönebeck (Elbe). In einem Brief den die Hausgemeinde nach dem Tode des Pfarrers Jansa an Freunde schickte heißt es im Rückblick auf sein Wirken:

„Mühselige und Beladene wurden erquickt, Gescheiterte fanden neuen Lebensmut,
Schuldbeladene erfuhren die Vergebung und Erneuerung, Berufungen zum Dienst
wurden erkannt und angenommen, Pfarrer und kirchliche Mitarbeiter empfingen verstehende Seelsorge und geistlichen Rat, […]“

Im Winter 1966 verstarb seine Frau. Bei einer Evangelisation im Erzgebirge zog er sich durch einen Sturz einen Schenkelhalsbruch zu und während des Krankenhausaufenthaltes verstarb er nach Herz- und Kreislaufproblemen.

## Veröffentlichungen
- Bernhard Jansa: Lasset uns aufsehen auf Jesus : Andachten. Evangelische Verlagsanstalt GmbH, Berlin 1972, ISBN 3-374-00118-1.
- Bernhard Jansa: Trost und Hoffnung gibt er allen : Geschenkbändchen. Johannes Verlag, Lahr 1984, ISBN 3-501-00497-4.